# Maulschelle (Münchberg)
Maulschelle  ([ˈmaʊ̯lˌʃɛlə] ) ist ein Gemeindeteil der Stadt Münchberg im Landkreis Hof (Oberfranken, Bayern). Maulschelle liegt in der Gemarkung Münchberg.

## Geografie
Die Einöde liegt auf dem Sophienberg. Ein Wirtschaftsweg führt die Bundesautobahn 9 überbrückend nach Gottersdorf (0,6 km westlich) bzw. nach Münchberg (0,8 km südöstlich).

## Geschichte
Maulschelle gehörte zur Realgemeinde Gottersdorf. Gegen Ende des 18. Jahrhunderts bestand Maulschelle aus einem Anwesen. Die Hochgerichtsbarkeit stand dem bayreuthischen Stadtrichteramt Münchberg zu. Das Gotteshaus Münchberg war Grundherr des Viertelhofes.
Von 1797 bis 1810 unterstand Maulschelle dem Justiz- und Kammeramt Münchberg. Infolge des Ersten Gemeindeedikts wurde Maulschelle dem 1812 gebildeten Steuerdistrikt Meierhof und der zugleich entstandenen die Ruralgemeinde Meierhof zugewiesen. 1944 wurde Maulschelle nach Münchberg eingemeindet. 1920 wurde die Einöde Preußenbühl an die Gemeinde Issigau abgetreten.

### Einwohnerentwicklung
| Jahr      | 1812  | 1819  | 1861   | 1871   | 1885   | 1900   | 1925   | 1950   | 1961   | 1970   | 1987   |
| Einwohner | *     | *     | 14     | 12     | 10     | 9      | 4      | 8      | 5      | 5      | †      |
| Häuser    | *     |       |        |        | 2      | 2      | 2      | 1      | 1      |        | †      |
| Quelle    | [ 5 ] | [ 9 ] | [ 10 ] | [ 11 ] | [ 12 ] | [ 13 ] | [ 14 ] | [ 15 ] | [ 16 ] | [ 17 ] | [ 18 ] |

## Religion
Maulschelle ist bis heute nach St. Peter und Paul (Münchberg) gepfarrt und evangelisch-lutherisch geprägt.